# Anton von Banhans

Anton von Banhans, Lithographie von Adolf Dauthage, 1880

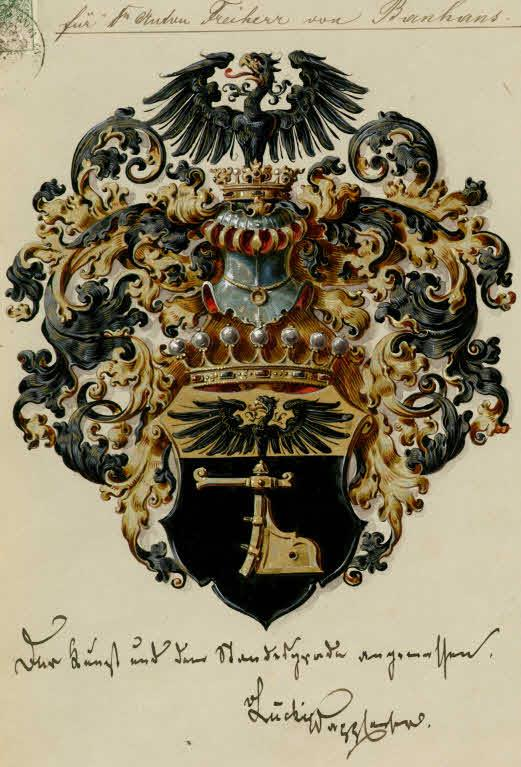
Wappen anlässlich der Erhebung des Anton Banhans in den Freiherrenstand 1886

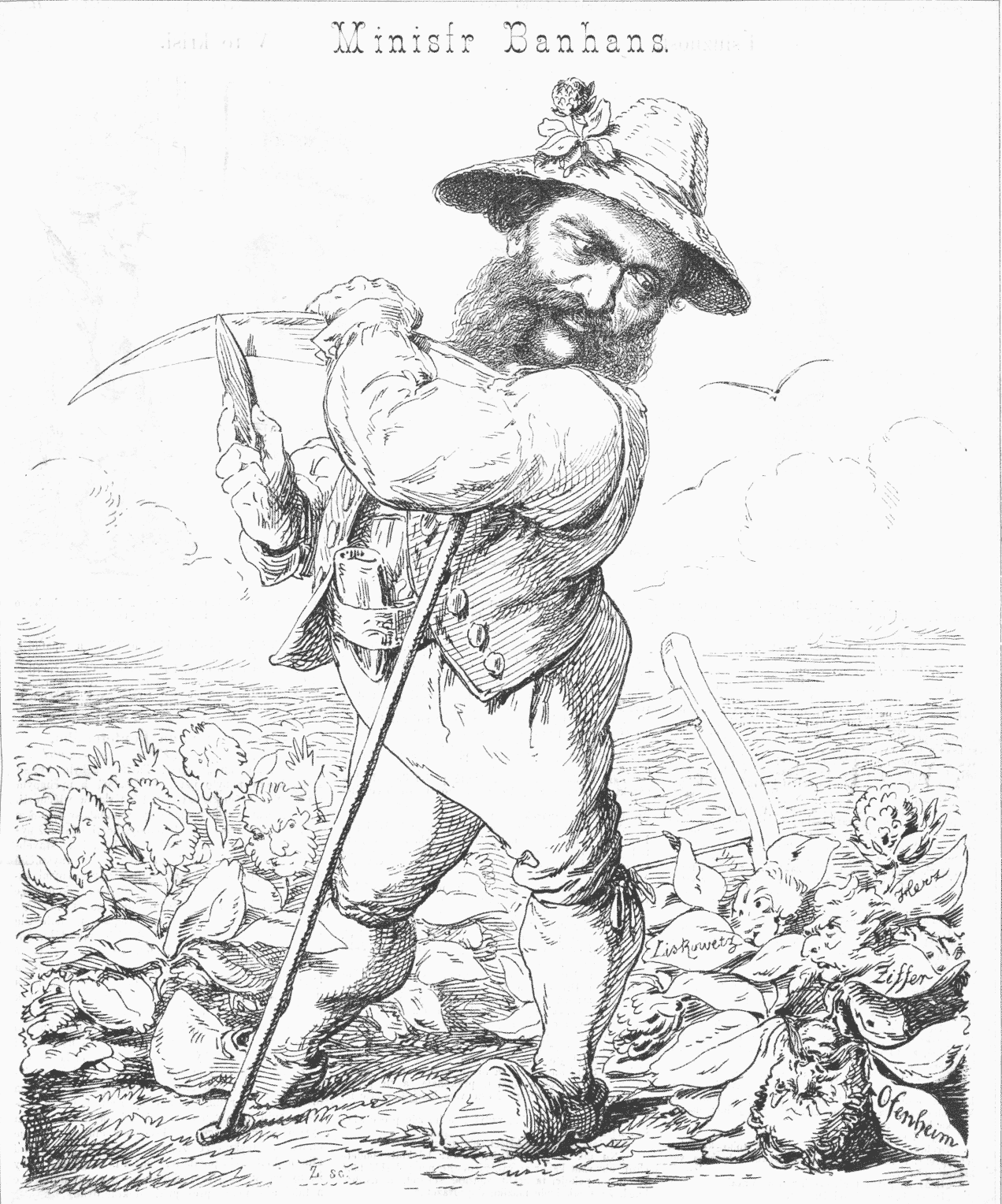
Freundliche tschechische Karikatur von Minister Banhans (1874), der daran geht, Privilegien von Großgrundbesitzern zu „mähen“

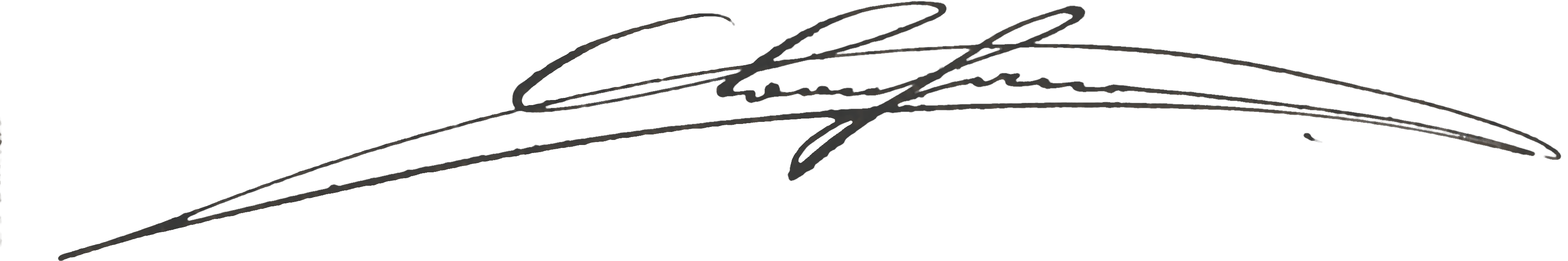
Eigenhändige Unterschrift (1874)

Anton Banhans, ab 1886 Freiherr von Banhans (* 8. November 1825 in Michelob, Böhmen; † 26. Mai 1902 in Wien) war ein österreichischer Politiker.

## Leben
Anton Banhans wurde als Sohn eines Dorfschullehrers geboren. Mit Hilfe eines Stipendiums besuchte er das Gymnasium und studierte anschließend in Prag Rechtswissenschaften, wo er auch zum Dr. jur. promoviert wurde. Im Jahr 1848 trat er in den Staatsjustizdienst ein. 1859 verließ er jedoch den Staatsdienst, um die Leitung der Güter des Grafen Ernst Waldstein zu übernehmen.
1867 wurde er von den Städten Brüx, Bilin und Oberleutensdorf in den böhmischen Landtag gewählt und als Abgeordneter der Deutschliberalen Partei in das cisleithanische Abgeordnetenhaus entsandt, die zweite Kammer des Reichsrats. Hier war er Vorsitzender des „Klubs der Liberalen“. Ebenfalls 1867 wurde er als Sektionschef ins k.k. Ministerium des Innern berufen.
Von 1. Februar bis 12. April 1870 war Banhans im Bürgerministerium k.k. Ackerbauminister und vom 25. November 1871 bis zu seiner (erbetenen) Enthebung aus Gesundheitsrücksichten am 19. Mai 1875 k.k. Handelsminister (der Kaiser genehmigte an diesem Tag seine Übernahme in den zeitlichen Ruhestand und behielt sich seine Wiederverwendung vor). In seine Amtszeit fiel die Umstellung der Maßeinheiten auf das metrische Einheitensystem. Die Weltausstellung 1873 in Wien fand in seiner Amtszeit statt. Als Handelsminister war er auch für den Eisenbahnverkehr zuständig. Unter seiner Verantwortung wurde das Schienennetz erweitert und ein einheitliches Betriebsreglement eingeführt. Banhans versuchte auch,  den Bau der Arlbergbahn durchzusetzen. Dieser begann allerdings erst 1880, fünf Jahre nach Ende seiner Amtszeit.
Am 2. Dezember 1886 wurde er als k.k. Geheimer Rat, später Wirklicher Geheimer Rat, und Minister i. R. mit der Verleihung des Ordens der Eisernen Krone 1. Klasse in den österreichischen Freiherrenstand erhoben.
Ab 1890 war er Präsident der staatlichen Donau-Dampfschifffahrtsgesellschaft. Außerdem war er Mitglied des Verwaltungsrats der Bodencreditanstalt.
Banhans war Ehrenbürger vieler Städte und Gemeinden. Er wurde in einem ehrenhalber gewidmeten Grab  auf dem Hietzinger Friedhof in Wien (Gruppe 17, Reihe 7, Nr. 303) begraben, das bis heute besteht.
Er war Vater des Eisenbahnministers und -fachmanns Karl von Banhans.